# Nova Friburgo (tiểu vùng)
Nova Friburgo là một tiểu vùng thuộc bang Rio de Janeiro, Brasil. Tiều vùng này có diện tích 2088 km², dân số năm 2007 là 220433 người.